# Citoyen de la galaxie
Citoyen de la galaxie (titre original : Citizen of the galaxy) est un roman de Robert A. Heinlein, publié en 1957.

## Résumé
Sur Jubbulpore, capitale de Jubbul, centre de la Confédération des Neuf Mondes, un garçon d'environ 10 ou 11 ans, Thorby, dont les seuls souvenirs sont d'avoir toujours été esclave, est fraîchement débarqué des cales d'un vaisseau négrier pour être vendu aux enchères. L'esclavage est pourtant illégal, mais les mondes éloignés se soucient peu des lois terriennes. Trop chétif, personne ne veut de l'enfant, sauf le vieux Baslim, un mendiant infirme.
Ce vieillard offrira à Thorby une enfance malgré tout heureuse et lui apprendra paternellement toutes les ficelles du métier de mendiant. Et bien plus encore... En effet, Baslim, anti-esclavagiste convaincu, semble connaître de nombreuses personnes, en particulier parmi la Ligue des Libres Commerçants qui achètent et vendent sur toutes les planètes de la frontière des mondes connus. Et ce n'est pas tout, Baslim sait aussi comment communiquer avec la Garde Galactique, l'armée officielle de l'Hégémonie Terrienne. Thorby va donc apprendre à obtenir des informations, coder et transmettre des messages à travers tout un réseau clandestin.
Hélas, un jour Baslim est tué, et Thorby doit quitter, comme il l'a ordonné, la planète Jubbul. Il devra s'enfuir avec la complicité de Libres Commerçants qui semblent avoir une immense dette envers Baslim. Avec eux, il découvrira de nombreux mondes et va apprendre qu'un des corps de la Garde Galactique, la Division X qui lutte contre l'esclavagisme, voue un très grand respect à Baslim.
C'est alors qu'il découvrira un terrible et ironique secret sur ses origines...